# Mathilde Jacob (femme politique)
Pour les articles homonymes, voir Jacob (homonymie) et Mathilde Jacob.
Mathilde Jacob, née le 8 mars 1873 à Berlin (royaume de Prusse) et morte le 14 avril 1943 au camp de concentration de Theresienstadt, est une personnalité politique allemande.
Dactylo et traductrice, Mathilde Jacob devient politiquement impliquée pendant la Première Guerre mondiale par sa collaboration avec la Ligue spartakiste anti-guerre et en tant que membre fondateur du Parti communiste d'Allemagne. Elle arrive à la politique grâce à son travail pour Rosa Luxemburg dont elle est devenue l'amie et la proche confidente. Bien que Mathilde Jacob ait continué à s'engager politiquement dans les années 1920, sa plus grande contribution à l'histoire vient du fait qu'elle a fait passer en contrebande les lettres et les documents de Luxemburg hors de la cellule de la prison pendant les diverses incarcérations de son amie au cours de la guerre de 1914-1918. Elle a ensuite conservé une grande partie de l'héritage écrit de Luxemburg après le meurtre de cette dernière.
Au moment où les nazis prirent le pouvoir au début de 1933, Mathilde Jacob s'était en grande partie retirée de la sphère politique, mais son histoire personnelle d'activiste communiste et sa judéité la rendaient néanmoins vulnérable. On pense qu'elle a tenté de s'échapper d'Allemagne en 1936, mais sans succès. En 1939, elle réussit à transférer certaines des lettres écrites à et par Rosa Luxemburg aux États-Unis. Elle meurt au camp de concentration de Theresienstadt, après avoir été arrêtée et déportée à la fin du mois de juillet 1942. Après sa mort, les autorités nazies chargées de s'occuper de ses biens confisqués ont enregistré une réclamation de son propriétaire selon laquelle elle était tenue de payer certaines réparations de son appartement, notant également que le loyer de la propriété n'avait pas été perçu depuis trois mois.

## Biographie

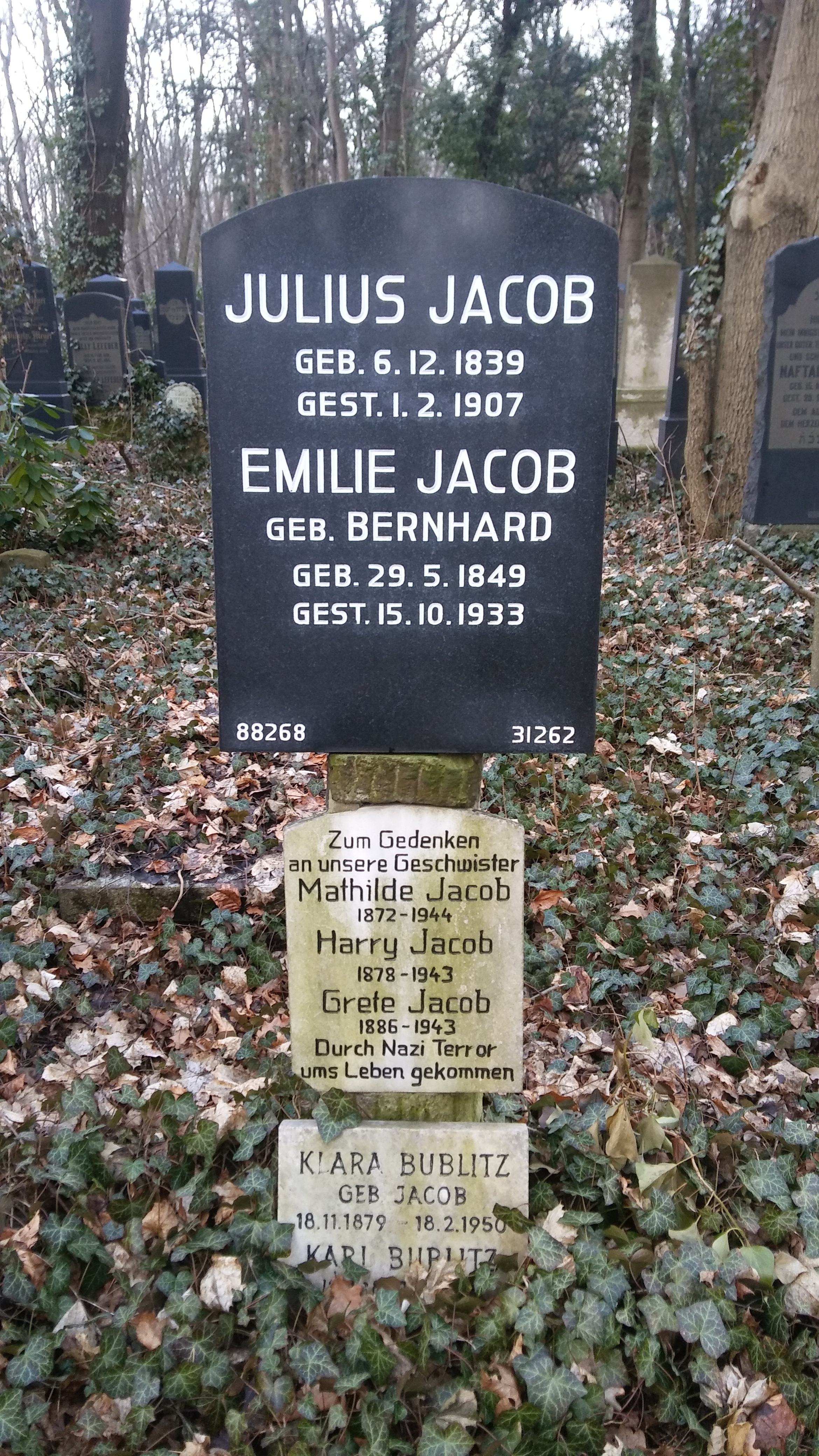
Plaque en mémoire de Mathilde Jacob sur la tombe de ses parents sur le cimetière juif de Berlin-Weißensee.

Mathilde Jacob naît à Berlin et est l'aînée de Julius et Émilie Jacob qui dirigeaient une petite entreprise de vente en gros de viande. En 1907, elle s'installe comme dactylo et traductrice indépendante dans le quartier Berlin-Moabit. Dans sa petite agence, elle emploie parfois un assistant, et embauche parfois un stagiaire. Parmi les clients pour lesquels elle tape des manuscrits pour les militants politiquesde la gauche social démocrate Julian Marchlewski, Franz Mehring et, à partir de 1913, elle devient la secrétaire de Rosa Luxemburg, principale animatrice de la tendance de la gauche du Parti Social Démocrate. Jacob est profondément impressionnée par Luxemburg et a raconté dans un livre de mémoire son rôle dans le combat contre la guerre que le groupe Spartakus engage dès 1914. Elle tape les textes de Rosa Luxemburg et participe à l'impression du journal clandestin, l'Internationale, rédigé pour l'essentiel par Rosa Luxemburg, qui dénonce la trahison des dirigeants du parti qui ont voté les crédits de guerre au mépris de leur mandat. Elle travaille avec Liebknecht et Leo Jogiches. Lorsque Rosa Luxemburg est emprisonnée en février 1915 pour un an, elle a l'autorisation de lui rendre visite et assure la liaison entre elle et les autres membres de la direction clandestine du groupe Spartakus.
Il est également clair que Luxemburg, qui n'avait pas été condamnée mais pendant une bonne partie ou la totalité de cette période, était simplement détenue en « garde à vue » a pu recevoir des visiteurs et n'a pas été empêchée d'écrire copieusement pendant qu'elle était en prison. Jacob a réussi à faire sortir en contrebande plusieurs manuscrits importants de la prison, dont les « lettres de Spartacus » (« bulletins d'information ») et le « pamphlet Junius », critique importante de Luxemburg sur la crise qui se déroule au Parti social-démocrate, à la suite de la décision de la direction du parti de convenir de ce qui équivalait à une trêve parlementaire (Burgfrieden), notamment sur les questions de financement de la guerre. Cependant, bien que le pamphlet Junius soit devenu un document emblématique, à l'époque il s'est avéré impossible de trouver un éditeur avant la sortie (temporaire) de la prison de Luxemburg en 1916. À partir de 1917, Mathilde Jacobs travaille également intensivement avec Leo Jogiches, l'associé politique de Luxemburg. Leur collaboration a perduré tant dans la période révolutionnaire que pendant celle de la République de Weimar que l'Allemagne a connue juste après la guerre. Mathilde Jacobs était certainement présente au congrès de trois jours du parti qui a commencé le 30 décembre 1918 et qui a marqué la fondation du Parti communiste d'Allemagne. Il est probable qu'elle y ait participé activement.
Le texte suivant a été ajouté par un contributeur inexpérimenté et fait en partie doublon avec le texte précédent.
Elle peut ainsi faire sortir de prison le texte célèbre de Rosa signée Junius la crise de la social démocratie dont la police traque la diffusion dans toute l'Allemagne pendant des mois. Elle s'efforce d'apporter de la nourriture à Rosa qui est malade et dont l'estomac ne supporte pas la nourriture de la prison, elle lui fourni les livres qu'on l'autorise à lui faire passer. Cette première incarcération se passe à Berlin, ce qui n'est pas trop éloignée de son domicile. Rosa Luxemburg est libéré au bout d'un an et va organiser avec Liebknecht et les délégués révolutionnaires de la métallurgie une manifestation le 1er mai à Berlin. Mathilde Jacob participe à la fabrication des tracts d'appels et à leur diffusion clandestine. Elle est présente sur la Potsdamer Platz, avec dix mille ouvriers, où Liebknecht prend la parole et lance « À bas la guerre, à bas le gouvernement ». Il est arrêté et condamné à deux ans de bagne. C'est à ce moment que l'armée allemande lance sa grande offensive à Verdun. Rosa Luxemburg est arrêtée un peu plus tard et cette fois emprisonnée préventivement, donc sans limite. Elle est enfermée dans une forteresse très éloignée de Berlin et très isolée, où les conditions de détention sont très pénibles et la nourriture épouvantable. Mathilde Jacob va faire tout son possible pour lui venir en aide et continuer à assurer la liaison avec Leo Jogiches. Dans cette période très difficile de répression intense contre le groupe Spartakus, son rôle fut capital. Grâce à elle, Rosa continue à faire passer des articles pour les lettres de Spartakus, et Leo Jogiches lui fait passer des informations, car la presse officielle n'est que bourrage de crâne. Toute faute dans un moment d'inattention pouvait se traduire par des sanctions dramatiques pour Rosa dont l'état de santé s'était fortement dégradé et une arrestation pour Leo, devenu le pilier de l'opposition à la guerre. Après mars 1917, la révolution russe et la chute du Tsar, la police était devenu beaucoup plus féroce. À partir de 1917, Mathilde Jacob travaille également intensément avec Leo Jogiches, jusqu'à son arrestation en 1918. Le 9 novembre 1918 la révolution balaye l'empereur, l'Allemagne se couvre de conseils d'ouvriers et de soldats. Rosa revient à Berlin et rédige les articles du journal Die Rote Fahne (le drapeau rouge). Mathilde Jacob participe à tout le travail d'organisation du groupe Spartakus et devient une importante collaboratrice du groupe. Elle participe au congrès de fondation du parti communiste de trois jours qui a commencé le 30 décembre 1918 dans des conditions où se prépare la contre-révolution. Lors des journées de répression sanglantes du début janvier 1919, elle tente de convaincre Rosa de se cacher, en vain. Elle est arrêtée et apprend l'assassinat de Rosa et Karl par son avocat qui la visite en prison. Elle mène le combat pour faire la lumière sur les assassins du corps franc de la Cavalerie de la Garde avec Leo Jogiches et Paul Levi. Elle assiste à l'enterrement de Liebknecht, avec une foule nombreuse, un deuxième cercueil a été laissé vide à côté, car on n'a pas retrouvé le corps de Rosa. C'est seulement en mai qu'il sera retrouvé flottant dans le canal où les corps francs l'avait jeté. Elle devra se battre contre les tentatives du gouvernement socialiste d'éviter un enterrement digne. En mars Jogiches avait également été assassiné lors des grèves et de la répression qui fit 3 000 morts chez les ouvriers de Berlin. Elle fut très affectée par ces assassinats particulièrement ceux de Rosa et Leo dont elle avait partagé les dures conditions de la clandestinité puis la joie de voir tomber la monarchie détestée. Dans le parti communiste elle milite jusqu'à l'action de mars 1921, dont elle rejette le caractère gauchiste et se joint à Paul Levi, participant à la sortie de son journal.
Les nazis prennent le pouvoir au début de 1933 et Mathilde Jacob réussira à faire passer des documents de Rosa Luxemburg aux États-Unis, mais elle échouera à obtenir un visa pour ce pays qui refuse d'accueillir les juifs. Elle a survécu avec une petite pension et avec de petits travaux d'écriture. Elle est arrêtée le 27 juillet 1942 et déportée au camp de concentration de Theresienstadt. Pendant de nombreuses années, on savait qu'elle y était morte, mais ce n'est que récemment, à la suite de la découverte et de l'examen en Israël de certains documents récupérés à Theresienstadt, que sa date de mort précise, le 14 avril 1943, et identifiée.

## Mémoire
Une Stolperstein, située Altonaer Strasse, no 26 à Mitte (Hansaviertel), honore sa mémoire.